# Seqocrypta mckeowni
Seqocrypta mckeowni is een spinnensoort uit de familie Barychelidae. De soort komt voor in New South Wales.